# Miletus (djur)
Miletus är ett släkte av fjärilar. Miletus ingår i familjen juvelvingar.

## Bildgalleri

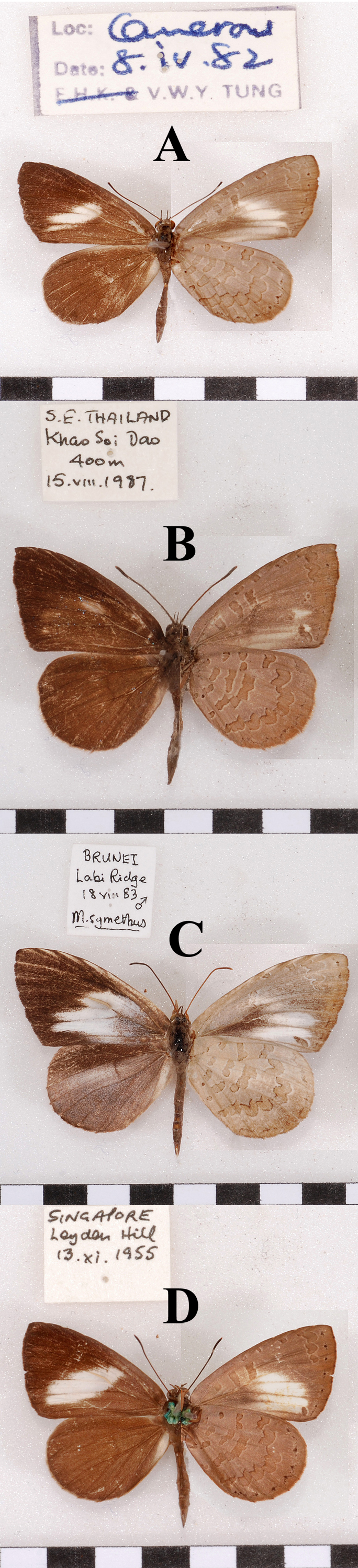
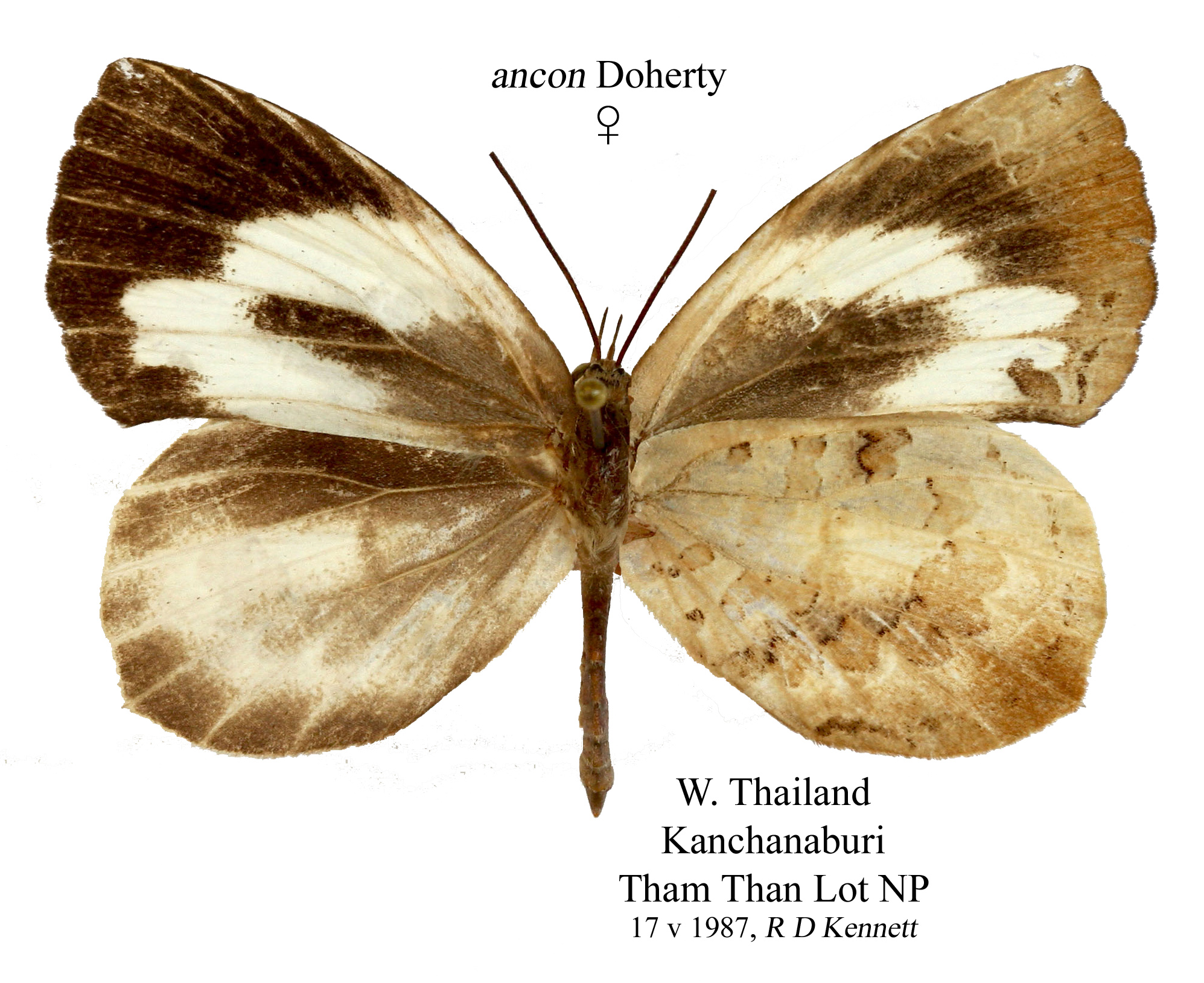
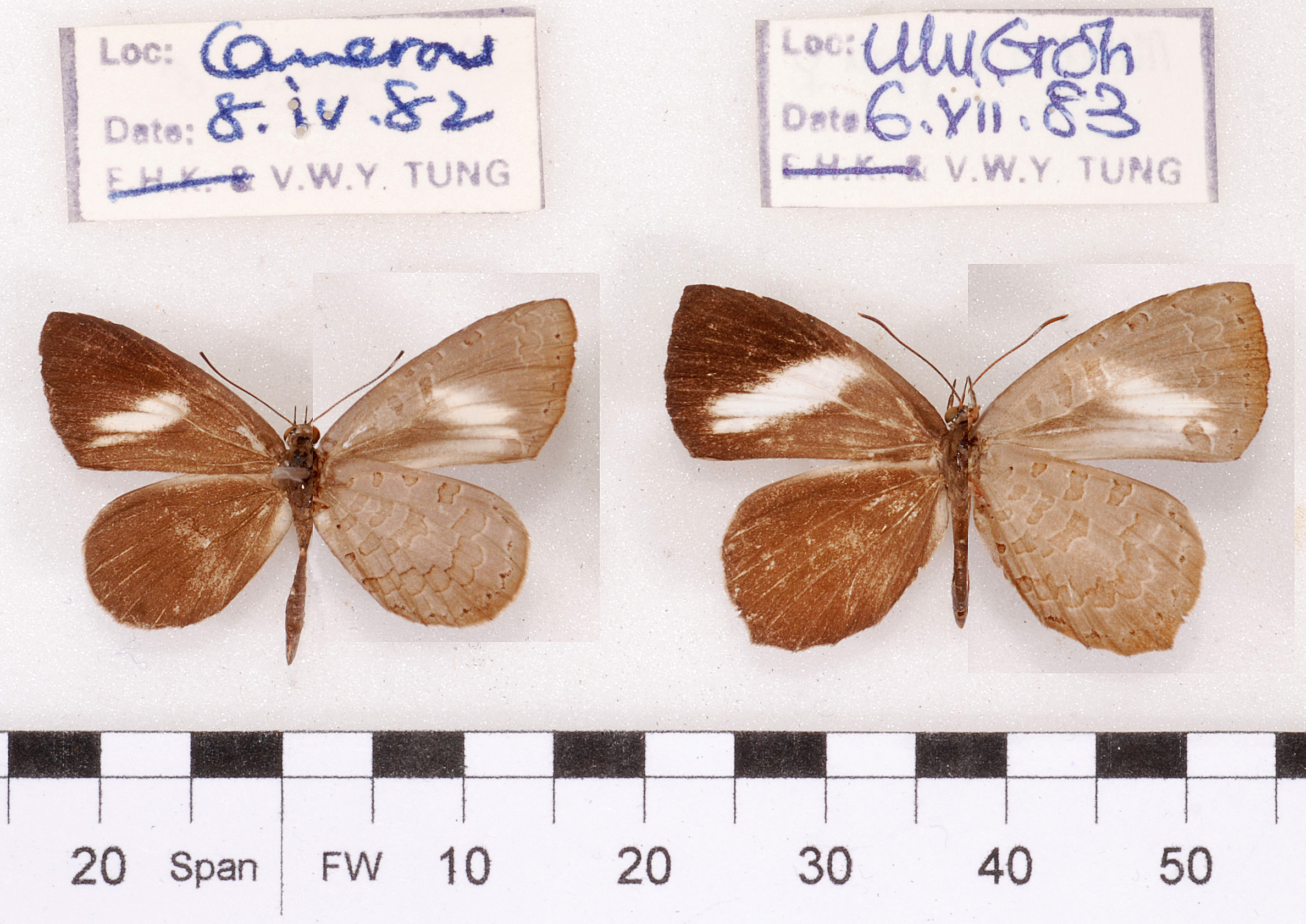
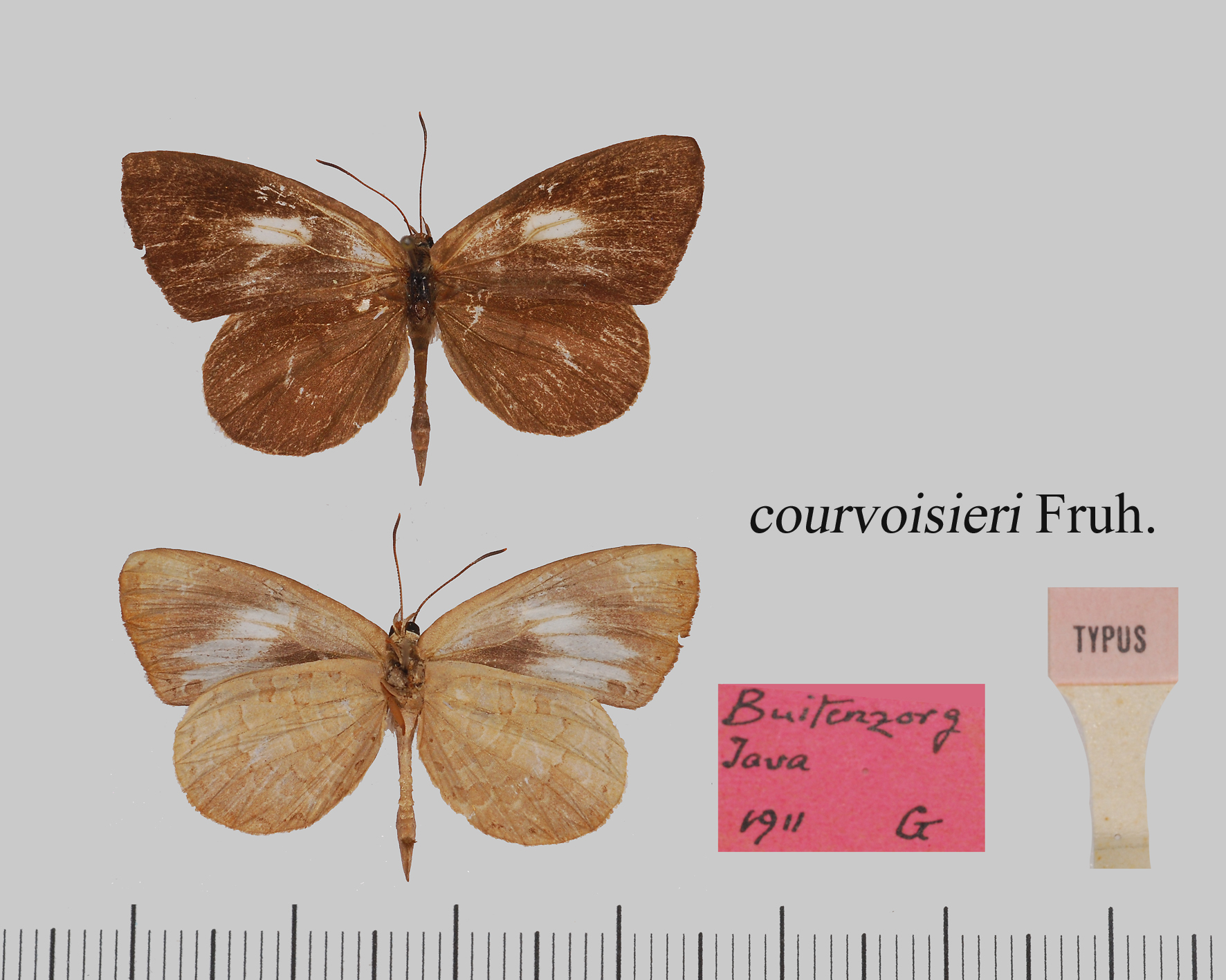
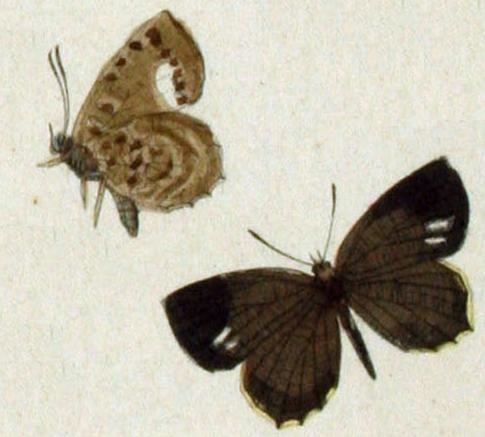
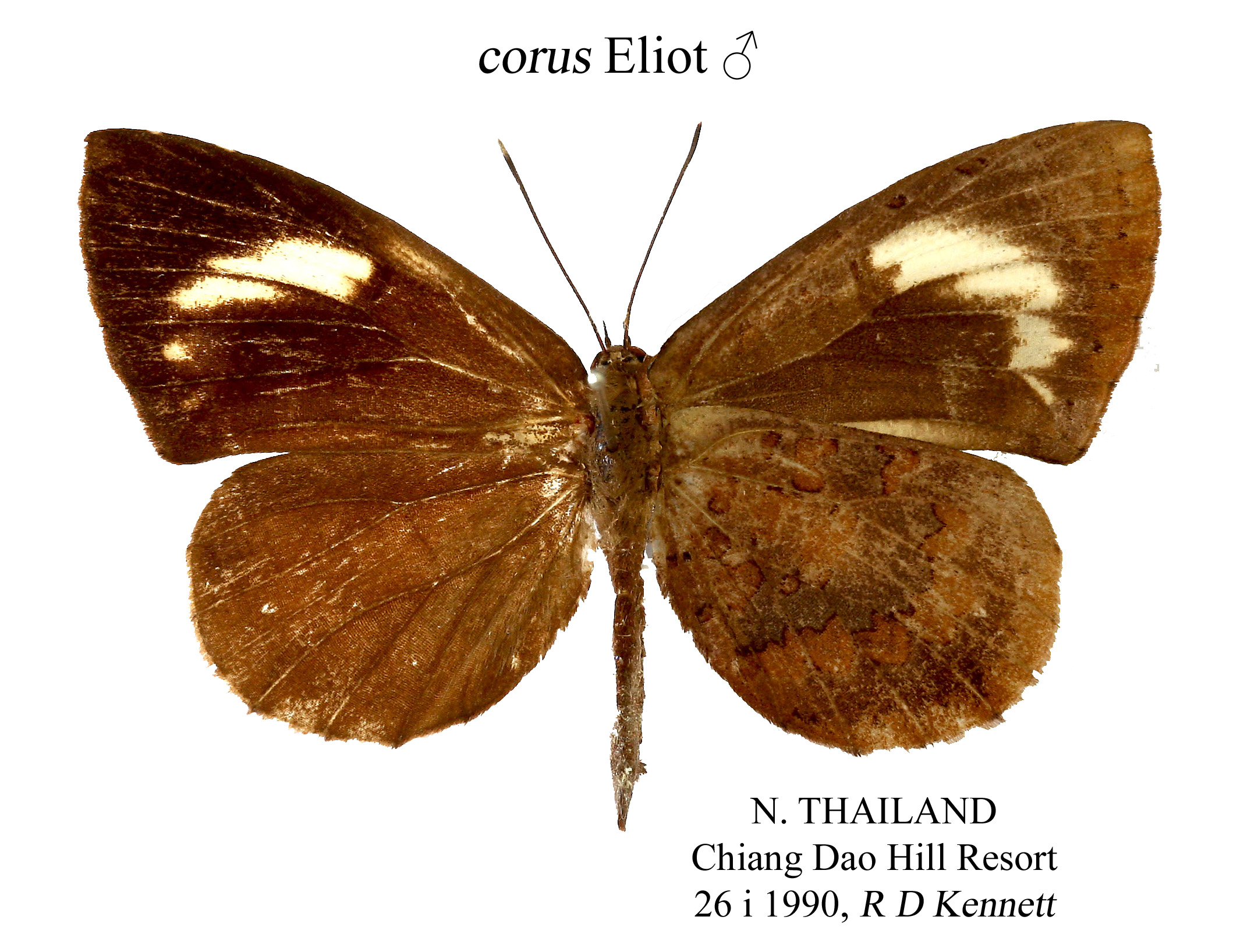
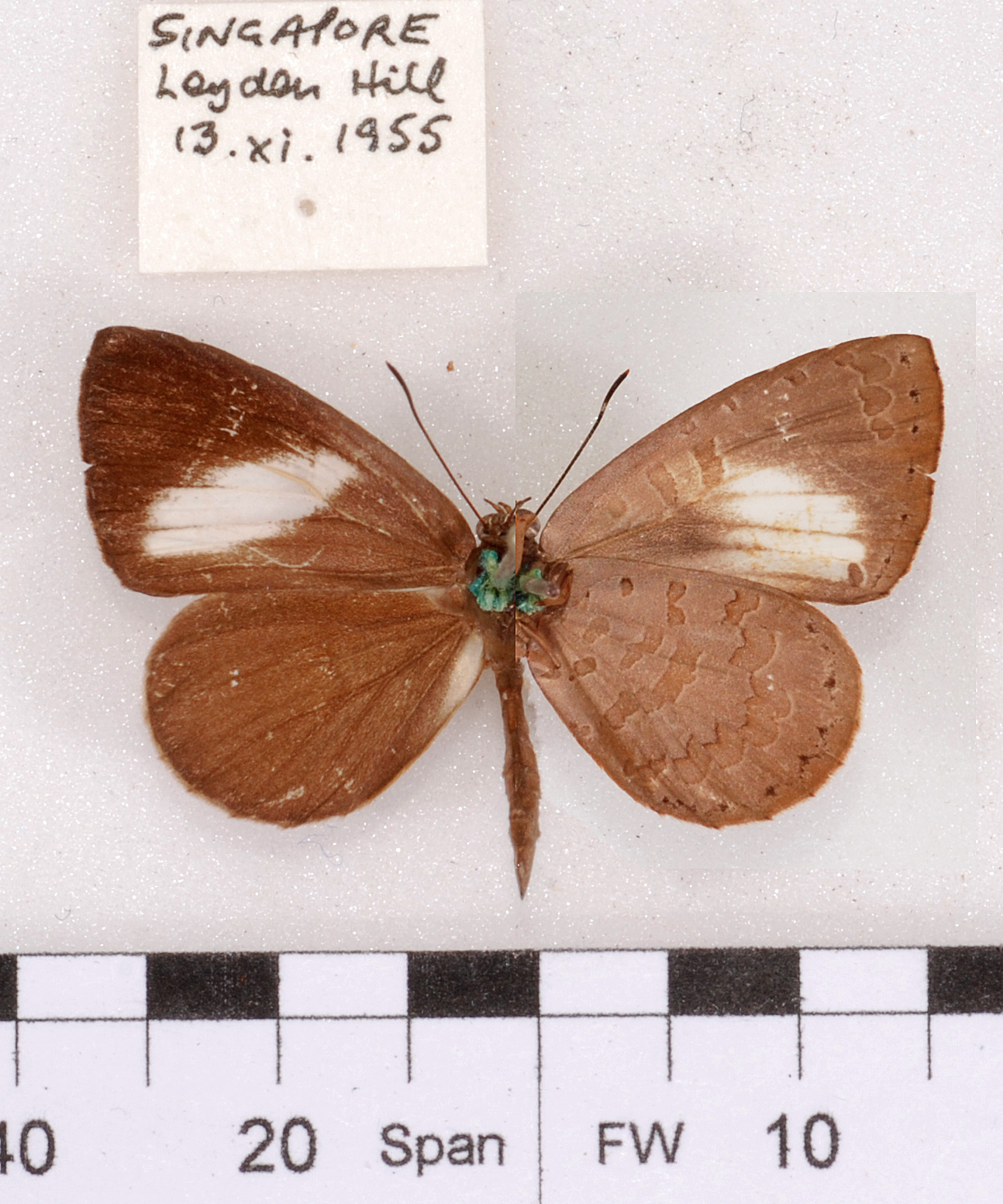
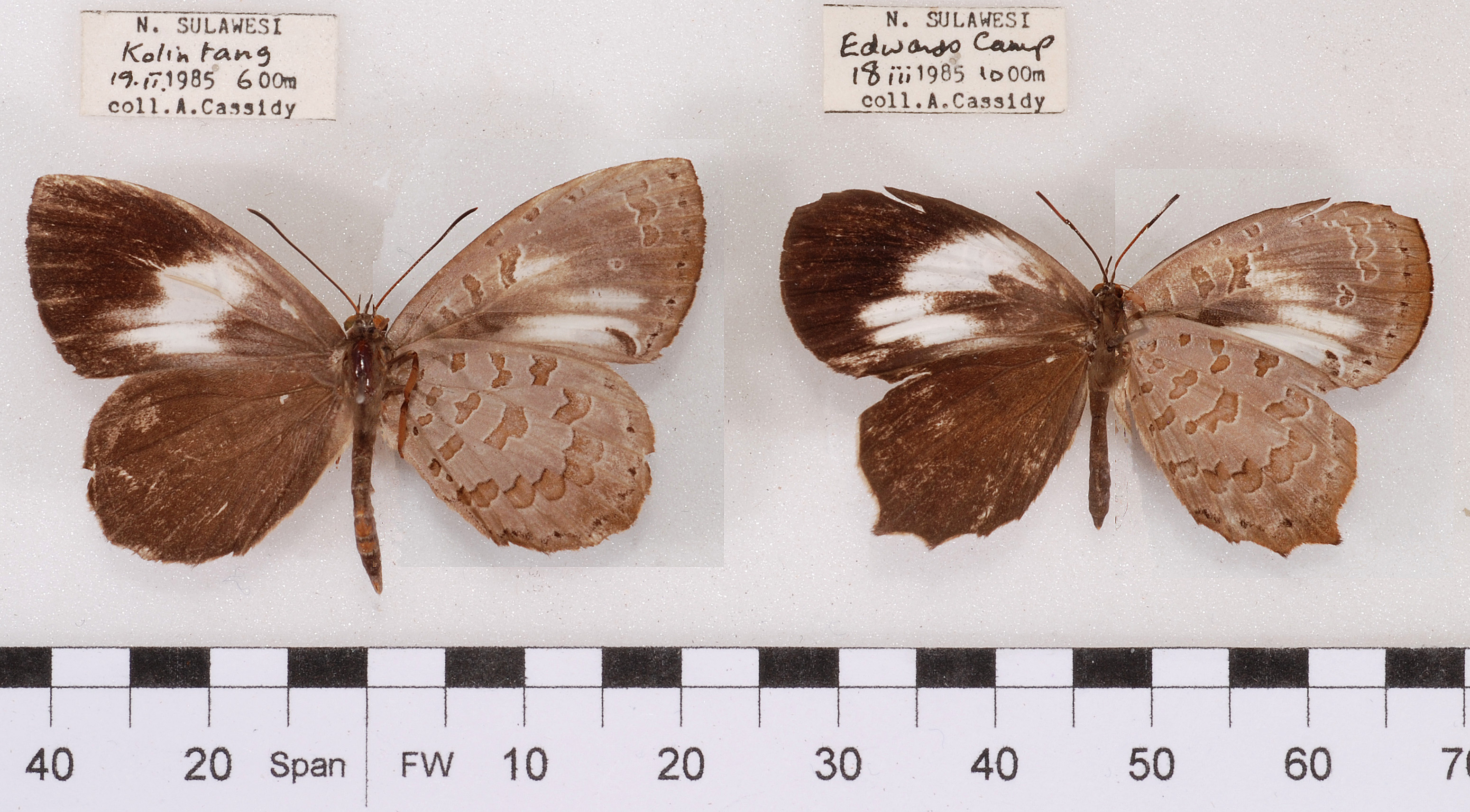
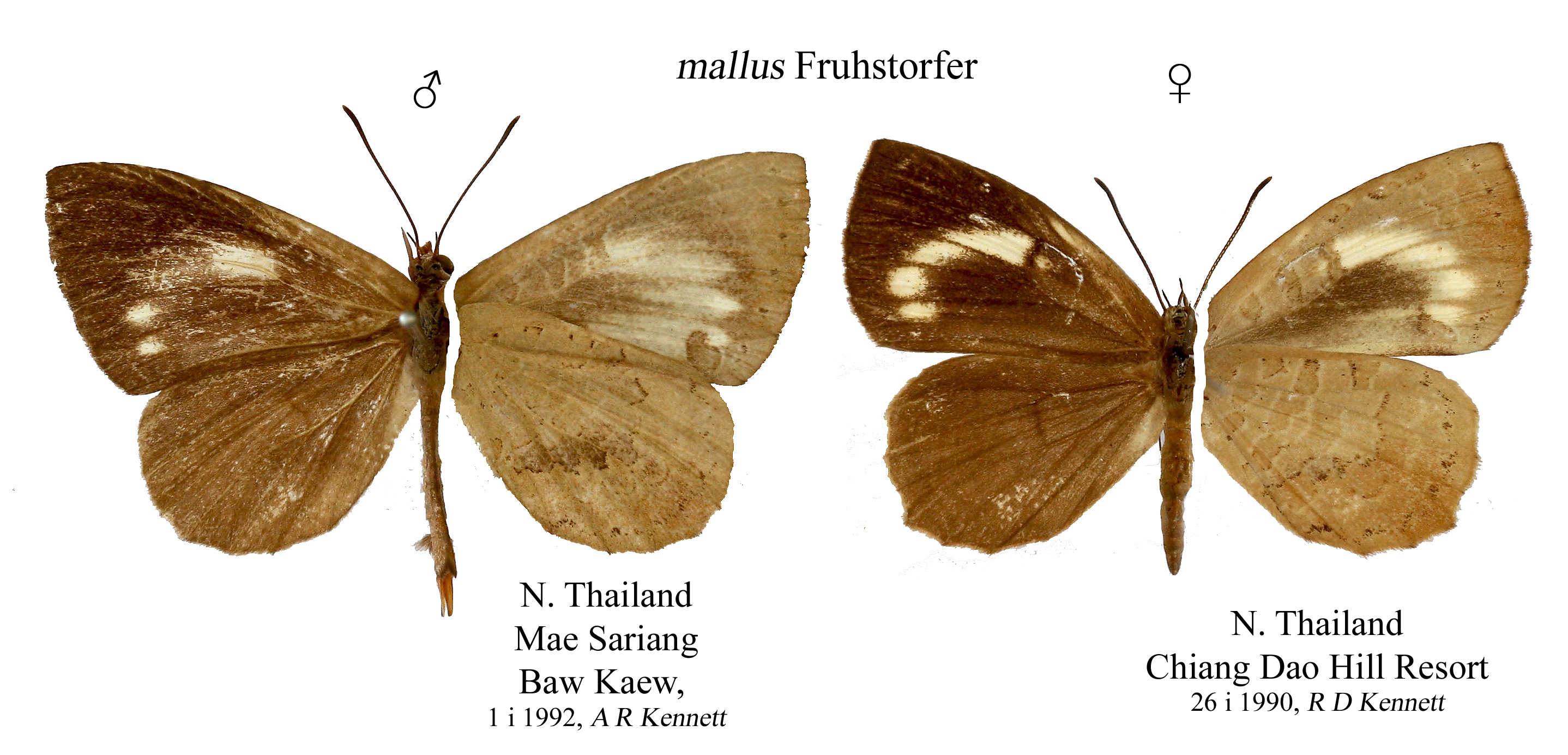
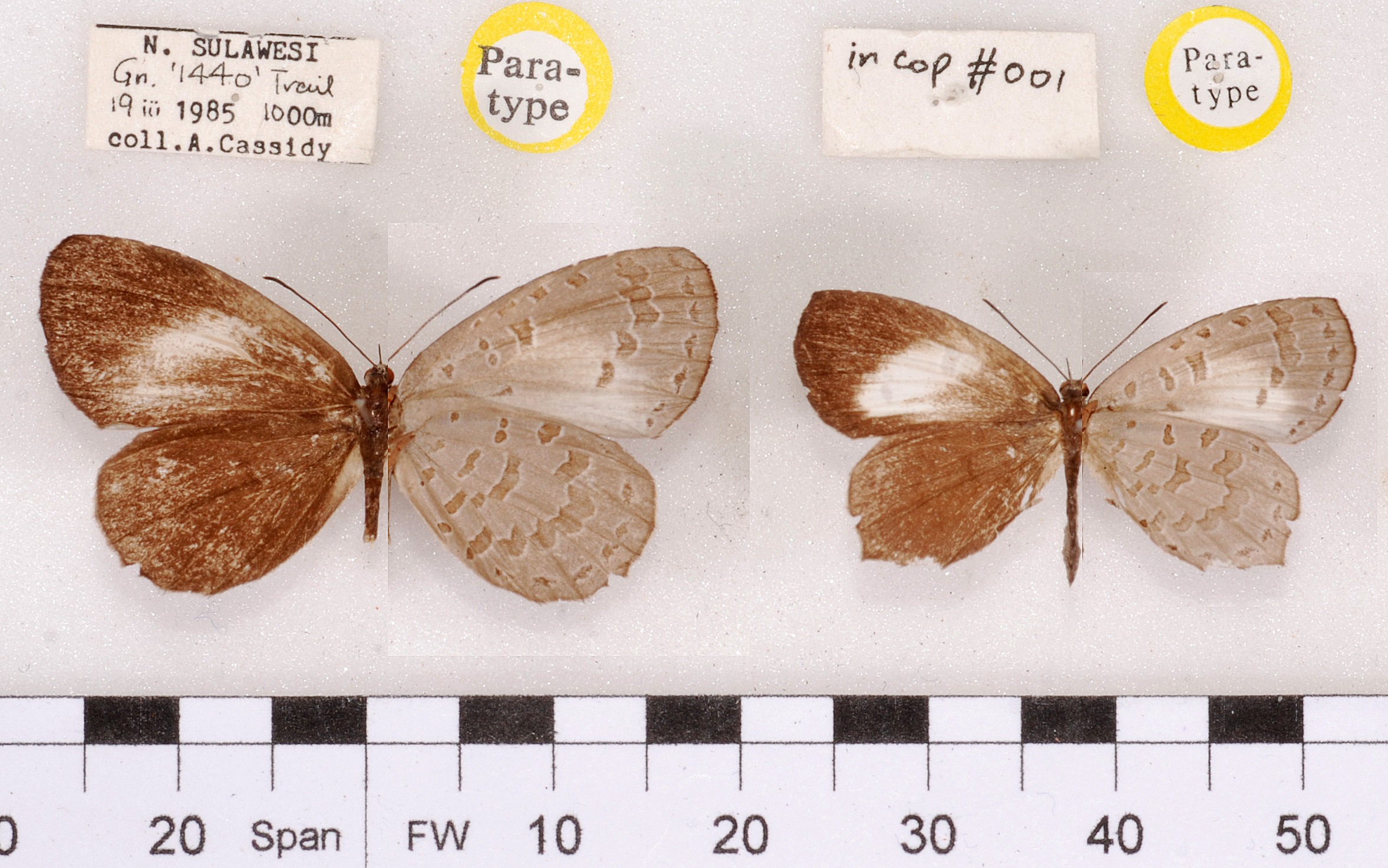
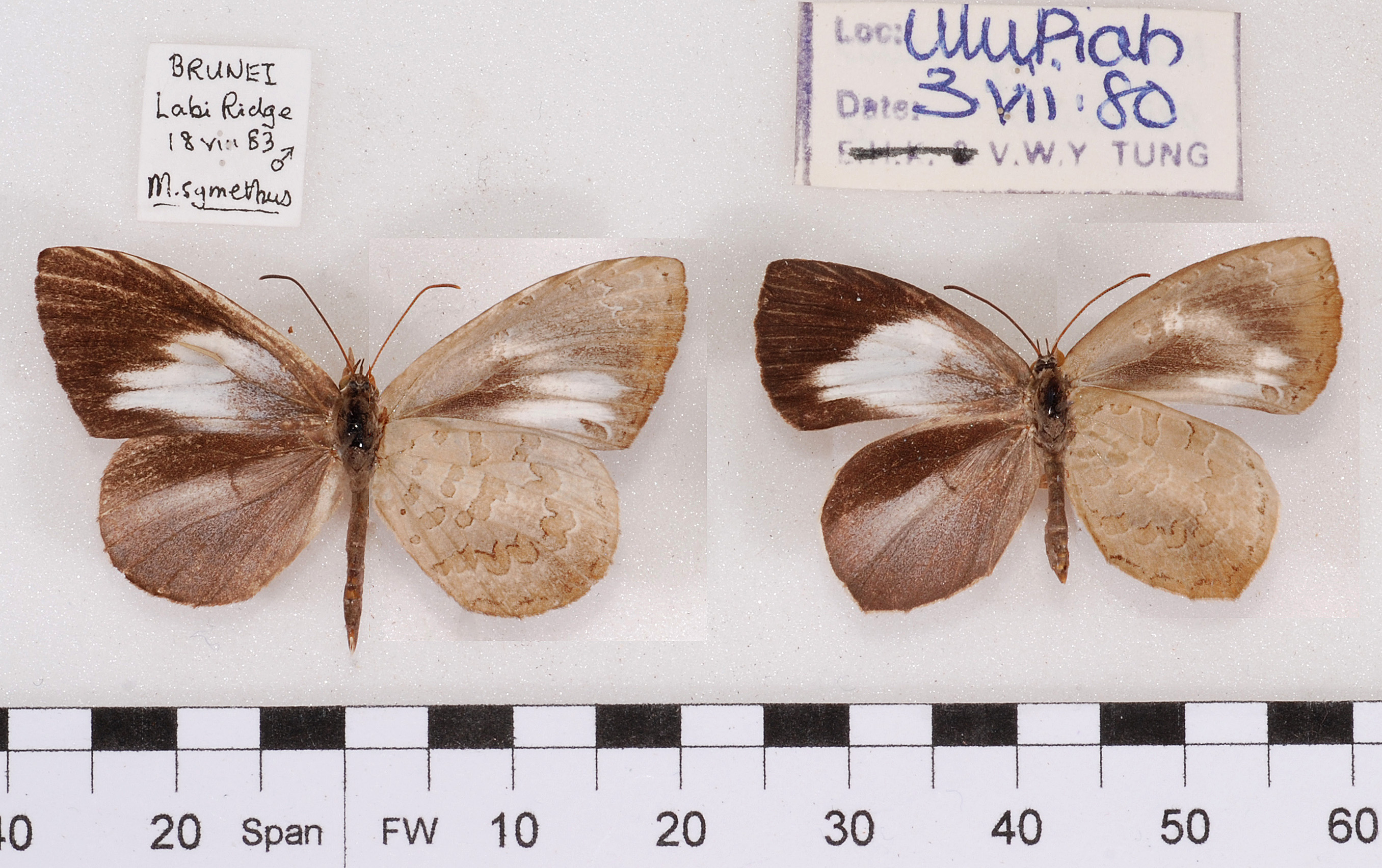

## Dottertaxa tillMiletus, i alfabetisk ordning[1]
- Miletus acampsis
- Miletus acragas
- Miletus acrisius
- Miletus adeus
- Miletus ageles
- Miletus agragas
- Miletus albotignula
- Miletus amphiarus
- Miletus ancon
- Miletus anconides
- Miletus apelles
- Miletus aphytis
- Miletus apollo
- Miletus archilochus
- Miletus architas
- Miletus arion
- Miletus aristobul
- Miletus aronicus
- Miletus artaxatus
- Miletus assamensis
- Miletus atimonicus
- Miletus atomaria
- Miletus avitus
- Miletus bangkanus
- Miletus batuensis
- Miletus batunensis
- Miletus bazilanus
- Miletus biggsii
- Miletus boisduvali
- Miletus buruensis
- Miletus carrinas
- Miletus cataleucus
- Miletus catoleucus
- Miletus celinus
- Miletus cellarius
- Miletus ceramensis
- Miletus chinensis
- Miletus coelisparsus
- Miletus courvoisieri
- Miletus cratexas
- Miletus damoga
- Miletus denticulata
- Miletus diopeithes
- Miletus diotrophes
- Miletus divisa
- Miletus docus
- Miletus doleschalli
- Miletus dossemus
- Miletus drucei
- Miletus dryone
- Miletus edonus
- Miletus eneus
- Miletus epidurus
- Miletus erythrina
- Miletus euclides
- Miletus eugippius
- Miletus eulus
- Miletus euphranor
- Miletus eustatius
- Miletus extraneus
- Miletus fictus
- Miletus florensis
- Miletus floresianus
- Miletus gaesa
- Miletus gaetulus
- Miletus gallus
- Miletus gardineri
- Miletus gethusus
- Miletus gigantes
- Miletus gigas
- Miletus gopara
- Miletus heracleion
- Miletus heraeon
- Miletus hierophantes
- Miletus hieropous
- Miletus hyllus
- Miletus improbus
- Miletus innocens
- Miletus insignis
- Miletus irroratus
- Miletus jacchus
- Miletus kelantanus
- Miletus lahomius
- Miletus learchus
- Miletus leos
- Miletus leucocyon
- Miletus lombokianus
- Miletus longeana
- Miletus major
- Miletus mallus
- Miletus mangolicus
- Miletus maximus
- Miletus medocus
- Miletus megaris
- Miletus melanion
- Miletus meleagris
- Miletus meronus
- Miletus metrovius
- Miletus milesius
- Miletus milvius
- Miletus miskini
- Miletus modestus
- Miletus moorei
- Miletus narcissus
- Miletus natunensis
- Miletus niasicus
- Miletus nineyanus
- Miletus nuctus
- Miletus nymphis
- Miletus oichalia
- Miletus oxylus
- Miletus paianus
- Miletus pallaxopas
- Miletus panaetha
- Miletus pandu
- Miletus pardus
- Miletus pentheus
- Miletus perlucidus
- Miletus petronius
- Miletus phantus
- Miletus philippus
- Miletus philopator
- Miletus phoebus
- Miletus phradimon
- Miletus plautus
- Miletus poltinus
- Miletus polydetus
- Miletus porus
- Miletus praeclarus
- Miletus pretiosus
- Miletus pyane
- Miletus pythias
- Miletus regina
- Miletus rex
- Miletus ribbei
- Miletus rosei
- Miletus sarus
- Miletus sebethus
- Miletus shania
- Miletus siamensis
- Miletus simalurensis
- Miletus sinensis
- Miletus siren
- Miletus stotharti
- Miletus stygianus
- Miletus symethus
- Miletus takanamii
- Miletus tayoyana
- Miletus tellus
- Miletus teos
- Miletus valeus
- Miletus vaneeckei
- Miletus werneri
- Miletus vespasianus
- Miletus vincula
- Miletus virtus
- Miletus vitelianus
- Miletus xeragis
- Miletus zeuxis
- Miletus zinckenii